# Dilophus acutidens
Dilophus acutidens är en tvåvingeart som beskrevs av Edwards 1929. Dilophus acutidens ingår i släktet Dilophus och familjen hårmyggor.
Artens utbredningsområde är Filippinerna. Inga underarter finns listade i Catalogue of Life.